# Partido judicial de Vélez-Málaga
El partido judicial de Vélez-Málaga es el  partido judicial n.º 2 de la provincia de Málaga, es uno de los 85 partidos judiciales en los que se divide la comunidad autónoma de Andalucía. Fue creado por Real Decreto en 1983. Comprende los municipios de Alcaucín, Almáchar, Arenas, Benamargosa, Benamocarra, El Borge, Canillas de Aceituno, Comares, Cútar, Iznate, Macharaviaya, Moclinejo, Periana, Salares, Sedella, Vélez-Málaga y Viñuela, todos situados en la provincia de Málaga. La cabeza de partido y por tanto sede de las instituciones judiciales es Vélez-Málaga. Cuenta con Juzgado Decano y cinco juzgados de Primera Instancia e Instrucción.